# 松江体育中心駅
松江体育中心駅（しょうこうたいいくちゅうしんえき）は中華人民共和国上海市松江区に位置する上海地下鉄9号線の駅である。建設時の仮称は松江体育場駅だった。

## 駅構造
- 島式ホーム1面2線を有する地下駅。開業当初からホームドア設置。

## 駅周辺
- 松江体育中心

## 歴史
- 2012年12月30日 - 開業。

## 隣の駅
■上海地下鉄9号線
酔白池駅 - 松江体育中心 - 松江新城駅　